# إدوارد ليسينج
إدوارد ليسينج (بالإنجليزية: Edward Lessing)‏ هو سياسي بريطاني (وحمل سابقاً جنسية المملكة المتحدة لبريطانيا العظمى وأيرلندا)، ولد في 28 يوليو 1890، وتوفي في 25 أغسطس 1964 في المملكة المتحدة. حزبياً، نشط في الحزب الليبرالي. في الانتخابات العامة في المملكة المتحدة 1923 ‏، انتخب عضو برلمان المملكة المتحدة الـ33 عن دائرة Abingdon (UK Parliament constituency) ‏ (6 ديسمبر 1923 – 9 أكتوبر 1924).